# Marta Kristen
Pour les articles homonymes, voir Kristen.
Marta Kristen est une actrice américaine, née le 26 février 1945 à Oslo en Norvège.

## Filmographie
- 1963 : Sam l'intrépide (Savage Sam) : Lisbeth Searcy
- 1965 : Beach Blanket Bingo : Lorelei
- 1971 : Satan, mon amour (The Mephisto Waltz) : Party Guest
- 1973 : Le Dernier Pénitencier (Terminal Island) : Lee Phillips
- 1974 : Au commencement (Once) : Humanity
- 1975 : Gemini Affair : Julie
- 1980 : Les Mercenaires de l'espace (Battle Beyond the Stars) : Lux
- 1987 : Strange Voices (TV) : Mona
- 1996 : Harvest of Fire (TV) : Martha Troyer
- 1997 : Seule face au danger : Marilyn Beckett
- 1998 : Perdus dans l'espace (Lost in Space) : Reporter #1
- 1998 : Lost in Space Forever (TV) : Judy Robinson